# Фуэнан (кантон)
Фуэнан (фр. Fouesnant) — кантон во Франции, находится в регионе Бретань, департамент Финистер. Входит в состав округа Кемпер.

## История
До 2015 года в состав кантона входили коммуны Беноде, Гуэнак, Клоар-Фуэнан, Ла-Форе-Фуэнан, Плёван, Сент-Эварзек и Фуэнан.
В результате реформы 2015 года состав кантона был изменен: в него вошла одна коммуна кантона Кемпер-2.

## Состав кантона с 22 марта 2015 года
В состав кантона входят коммуны (население по данным Национального института статистики за 2019 г.):
- Беноде (3 616 чел.)
- Гуэнак (2 786 чел.)
- Клоар-Фуэнан (2 080 чел.)
- Ла-Форе-Фуэнан (3 438 чел.)
- Плёван (3 188 чел.)
- Сент-Эварзек (3 503 чел.)
- Фуэнан (9 864 чел.)
- Эрге-Габерик (8 434 чел.)

## Политика
На президентских выборах 2022 г. жители кантона отдали в 1-м туре Эмманюэлю Макрону 36,9 % голосов против 17,1 % у Марин Ле Пен и 16,4 % у Жана-Люка Меланшона; во 2-м туре в кантоне победил Макрон, получивший 69,7 % голосов. (2017 год. 1 тур: Эмманюэль Макрон – 32,7 %, Франсуа Фийон – 22,7 %, Жан-Люк Меланшон – 15,3 %, Марин Ле Пен – 12,9 %; 2 тур: Макрон – 78,5 %. 2012 год. 1 тур: Франсуа Олланд — 30,7 %, Николя Саркози — 28,9 %, Марин Ле Пен — 12,1 %; 2 тур: Олланд — 53,0 %).
С 2021 года кантон в Совете департамента Финистер представляют член совета коммуны Эрге-Габерик Ален Ле Гран (Alain Le Grand) и вице-мэр коммуны Фуэнан Лор Карамаро (Laure Caramaro) (оба — Разные правые).
|                | Кандидаты                     | Партия                   | Первый тур | Первый тур     | Второй тур | Второй тур |
| Кол-во голосов | Кандидаты                     | Партия                   | % голосов  | Кол-во голосов | % голосов  |            |
| -------------- | ----------------------------- | ------------------------ | ---------- | -------------- | ---------- | ---------- |
|                | Ален Ле Гран Лор Карамаро     | Правый блок              | 4 138      | 34,58          | 6 256      | 54,69      |
|                | Мари-Лор Ле Мёр Жан-Пьер Марк | Разные центристы         | 2 272      | 18,99          | 5 183      | 45,31      |
|                | Ален Ле Луп Мари-Пьер Пуйяндр | Левый блок               | 2 142      | 17,90          |            |            |
|                | Анни Галло Венсан Эно         | Левый блок — Зелёные     | 1 868      | 15,61          |            |            |
|                | Летиция Конан Жозеф Пишон     | Национальное объединение | 1 546      | 12,92          |            |            |

|                | Кандидаты                  | Партия                  | Первый тур | Первый тур     | Второй тур | Второй тур |
| Кол-во голосов | Кандидаты                  | Партия                  | % голосов  | Кол-во голосов | % голосов  |            |
| -------------- | -------------------------- | ----------------------- | ---------- | -------------- | ---------- | ---------- |
|                | Софи Буайер Ален Ле Гран   | Правый блок             | 6 003      | 39,84          | 8 259      | 57,86      |
|                | Карен Ле Кор Мохамед Риани | Социалистическая партия | 4 130      | 27,41          | 6 014      | 42,14      |
|                | Мари Дешам Сильвен Фюрик   | Национальный фронт      | 2 841      | 18,85          |            |            |
|                | Астрид Гоген Венсан Эно    | Европа Экология Зелёные | 1 369      | 9,08           |            |            |
|                | Иан Лериш Мишель Лолье     | Левый фронт             | 726        | 4,82           |            |            |